# Maikona
Maikona là một chi bướm đêm thuộc họ Noctuidae.

## Loài
- Maikona jezoensis Matsumura, 1928